# Cymothales bouvieri
Cymothales bouvieri är en insektsart som beskrevs av Van der Weele 1907. Cymothales bouvieri ingår i släktet Cymothales och familjen myrlejonsländor. Inga underarter finns listade i Catalogue of Life.